# بول مارتن (لاعب هوكي الجليد)
بول مارتن (بالإنجليزية: Paul Martin)‏ (و. 1981  م) هو لاعب هوكي الجليد، من الولايات المتحدة، ولد في منيابولس، شارك في الألعاب الأولمبية الشتوية 2014، مركز لعبه هو مدافع ‏.

## التعليم
تعلم في جامعة منيسوتا.

## روابط خارجية
- بول مارتن على موقع دوري الهوكي الوطني (الإنجليزية)
- بول مارتن على موقع قاعة مشاهير الهوكي (لاعب أن.إتش.أل) (الإنجليزية)
- بول مارتن على موقع EliteProspects.com (الإنجليزية)
- بول مارتن على موقع Eurohockey.com (الإنجليزية)
- بول مارتن على موقع HockeyDB.com (الإنجليزية)
- بول مارتن على موقع Hockey-Reference.com (الإنجليزية)
- بول مارتن على موقع أوليمبيديا (الإنجليزية)